# Droga krajowa B251 (Niemcy)
Droga krajowa B251 (Niemcy) (Bundesstraße 251) – federalna niemiecka droga krajowa przebiegająca przez kraje związkowe Hesja i Nadrenia Północna-Westfalia. Liczy 95 km długości i biegnie z Brilon do Kassel.